# Cheirogaleus andysabini
Lémur nain de la Montagne d'Ambre
Espèce
Statut de conservation UICN

 EN  : En danger
Statut CITES
Cheirogaleus andysabini, de nom commun Lémur nain de la Montagne d'Ambre, est une espèce de mammifères africaine, de l'ordre des primates, de la famille des cheirogaleidés.

## Description
L'espèce est connue comme une forme indépendante depuis 2005, mais n'est décrite qu'en 2015. L'holotype, une femelle adulte, a une longueur de corps de 18,2 cm, une longueur de queue de 27 cm et un poids de 310 g. Cheirogaleus andysabini est ainsi légèrement plus petit que Cheirogaleus crossleyi, et son neurocrâne est plus haut.
La tête, le dos et les membres sont de couleur brun rougeâtre. Le ventre et l'intérieur des bras et des jambes sont blancs. L'anneau oculaire est brun noir.
En plus de la couleur du pelage, Cheirogaleus andysabini diffère également génétiquement de ses plus proches parents. La différence génétique avec Cheirogaleus crossleyi et Cheirogaleus lavasoensis, déterminée par une analyse génétique de la protéine cytochrome b, est de 5,6 à 8,1%.

## Répartition
Cheirogaleus andysabini est présente exclusivement dans le parc national de la Montagne d'Ambre et ses environs immédiats dans la région Diana dans le nord de Madagascar. Le parc national de la Montagne d’Ambre est par des montagnes d'origine volcanique et des forêts tropicales. Cheirogaleus andysabini a jusqu'à présent été observé entre 541 et 1 073 m d'altitude.
Comme presque partout à Madagascar, les forêts pluviales et sèches sont menacées par les brûlis et la déforestation pour la production de charbon de bois.

## Étymologie
Son épithète spécifique, andysabini, lui a été donnée en l'honneur du philanthrope new-yorkais Andy Sabin, qui s'engage pour la protection des espèces, en particulier les amphibiens, les tortues et les primates et qui a soutenu de nombreux projets à Madagascar.